# Ghdafna Ould Eyih
Aghdhefna Ould Eyih (né le 31 décembre 1965 à Atar) est le Ministre des Pêches et de l'Économie maritime de Mauritanie du 22 mars 2011 au 20 août 2014.
Il est titulaire d'un doctorat en mécanique de l'École centrale de Lyon en 1993. Il a effectué toutes ses études supérieures entre Lille et Lyon en France.

## Parcours
Avant sa nomination comme Ministre des Pêches et de l'Économie maritime, Aghdhefna Ould Eyih a commencé sa carrière en janvier 1997 comme Enseignant Vacataire à la Faculté Sciences et Techniques de l'Université de Nouakchott.
 De 1998 à 2001 il est cadre auprès de la Direction générale de l'Établissement National de l'Entretien Routier (ENER). De 2001 à 2003 il occupe le poste de Directeur technique de la société AGRINEQ en Mauritanie. 
En 2004 il devient Directeur des travaux de l'ENER, avant d'occuper le poste de Directeur général adjoint de la même entreprise en 2008. Puis directeur général adjoint de la société nationale des aménagements agricoles et des travaux.
Il est du 22 mars 2011 au 20 août 2014, Ministre des Pêches et de l'Économie maritime de son pays.